# Monotypisch
Der biologische Fachbegriff monotypisch (altgriechisch μόνος mónos „allein“ und -typisch) besagt, dass innerhalb einer Gruppe (Taxon) in der biologischen Systematik nur ein einziger Typus vorkommt. Es gibt somit zum Beispiel monotypische Familien, Gattungen, Untergattungen usw.
In der Zoologie wird auch eine Familie mit einer einzigen Gattung, die jedoch mehrere Arten enthält, als monotypisch bezeichnet, da die Gattung der Typus für eine Familie ist. In der Botanik wird der Begriff monotypisch hingegen enger gefasst, die Familie ist hier nicht monotypisch, da sie mehrere, durch Typusbelege bestimmte Arten enthält. Man spricht in der Botanik in diesem Fall daher von einer monogenerischen Familie. Streng genommen trifft dies auch auf alle darunter liegenden Rangstufen zu, auf denen nur jeweils ein Taxon anerkannt wird (z. B. monospezifische Gattung), das aber verschiedene durch Typen bezeichnete Synonyme hat.
Die Hierarchieebenen in der biologischen Taxonomie (z. B. Gattung oder Familie) werden in der Regel eingeführt, um eine Gruppe von Organismen, die eine Reihe gemeinsamer Merkmale besitzen, zusammenzufassen. Arten, die im Vergleich zu ihrer näheren Verwandtschaft eine hohe Anzahl einzigartiger Merkmale (Autapomorphien) aufweisen, werden oft jeweils in eigene Gattungen, Familien oder noch höherrangige Taxa eingeordnet. Eine solche Gruppe wird dann monotypisch genannt.
Das höchstrangige monotypische Taxon sind die Nanoarchaeota, eine eigene Abteilung der Archaeen mit der einzigen Art Nanoarchaeum equitans. Ein monotypischer Stamm sind die Micrognathozoa mit der einzigen, im Jahr 2000 entdeckten Art Limnognathia maerski.

## Bedeutung
Wenn es sich um höherrangige Taxa, d. h. um Ordnungen, Klassen oder sogar Stämme handelt, repräsentieren monotypische Taxa oft die einzigen Überlebenden einer vormals wesentlich artenreicheren Entwicklungslinie. Sie verfügen dann nicht selten über relativ urtümliche Merkmale (siehe auch lebendes Fossil), die bei anderen rezenten Arten, Gattungen oder Familien verloren gegangen oder nicht einmal im Fossilbericht überliefert sind. Sie ermöglichen somit die Untersuchung solcher evolutionsgeschichtlich bedeutenden Merkmale an rezenten Organismen.
Im Hinblick auf die heutige Biodiversität bedeutet das Aussterben einer Art, die keine nahen rezenten Verwandten hat, tendenziell einen viel größeren Verlust als das Aussterben einer Art einer sehr artenreichen Gruppe.

## Monotypischer Bestand
Eine Art bildet einen monotypischen Bestand in einem Habitat, wenn sie das Aufkommen anderer Arten in einem Gebiet verhindert. Das ist oft bei invasiven Arten der Fall, die sich in einem neuen Verbreitungsgebiet ohne das Vorkommen ihrer natürlichen Feinde oder Konkurrenten ausbreiten.

## Beispiele
Im Folgenden werden nur rezente (heute lebende) Gattungen und Arten berücksichtigt.

### Botanik
- Klasse mit einer Art: Ginkgoopsida mit dem Ginkgo
- Ordnung mit einer Art: Amborellales
- Ordnungen mit einer Gattung: Acorales, Ceratophyllales mit dem Hornblatt
- Familie mit einer Art: Welwitschiaceae, Zwergkrug
- Familie mit einer Gattung: Degeneriaceae
- Gattung mit einer Art: die Orchidee Norne

### Zoologie
- Stämme mit einer Art: Micrognathozoa mit Limnognathia maerski
- Ordnungen mit einer Art: Tubulidentata mit dem Erdferkel, Lepidogalaxiiformes mit dem Salamanderfisch, Rhynchocephalia mit der Brückenechse
- Familie mit einer Art: Die Schuhschnäbel mit dem Schuhschnabel, das Aye-Aye ist der einzige Vertreter der Daubentoniidae
- Gattungen mit einer Art: Schnabeltier, Mensch

### Mikrobiologie
- Abteilung mit einer Art: Nanoarchaeota mit der Art Nanoarchaeum equitans
- Stamm mit einer Art: Die Picozoa mit der Art Picomonas judraskeda
- Ordnung mit einer Art: Methanopyrales mit Methanopyrus kandleri